# Castanopsis sieboldii
Castanopsis sieboldii o Sudajii (también conocido como Itajii, Nagajii, o Shii) es una especie de árbol siempreverde del  género Castanopsis dentro de la familia Fagaceae. 

## Descripción
Estos árboles de 15 a 20 m de altura y un diámetro de 1 a 1,5 m de tronco presentan muchos caracteres típicos de las Fagaceae. 
Sus hojas son generalmente resistentes y esclerotizadas y tienen una bien desarrollada cutícula.  
La floración tiene lugar a principios de verano. Las flores son unisexuales, y las masculinas se desarrollan en amentos erectos amarillos. Los ovarios de las flores femeninas pequeñas amarillentas, producen una semilla cada una pero congregadas en pequeños ramilletes. 
Los frutos son un calybium, especie de nuez encapsulada  típica de las Fabaceae. El calybium (nuez) asemeja a una  bellota picuda; la cúpula (el cajón) es duro como el de los hayucos. Tres espesos cantos se desarrollan con la longitud del calybium.

## Distribución
Se distribuyen por el Asia templada, Honshu, Kyushu, islas Ryukyu, Shikoku y Corea del Sur

## Usos y ecología
Estos árboles se pueden cultivar por sus frutos, pero se utilizan más a menudo en silvicultura o como árboles ornamentales 
En el bosque hay muchos animales oportunistas que se alimentan de sus frutos. Entre muchos animales, tales como aves, corvidos, roedores, ciervos y cerdos, los frutos son también populares también como alimento.  
Meguro (Tokio) y Matsudo (Chiba) en Japón usan shii (椎; Castanopsis cuspidata) como uno de sus símbolos municipales. El bien conocido y comercialmente importante hongo shiitake tiene como medio de desarrollo la madera de los troncos de C. cuspidata y su nombre común deriva de esto: shii-take simplemente significa "hongo de Castanopsis cuspidata".

## Taxonomía
Castanopsis sieboldii fue descrita por (Makino) Hatus. y publicado en Fl. Ryukyus 223. 1971.
Sinonimia
- Pasania cuspidata var. sieboldii Makino, Bot. Mag. (Tokyo) 23: 141 (1909).
- Pasania sieboldii (Makino) Makino, Bot. Mag. (Tokyo) 24: 232 (1910).
- Lithocarpus cuspidatus var. sieboldii (Makino) Nakai, Bot. Mag. (Tokyo) 29: 55 (1915).
- Synaedrys sieboldii (Makino) Koidz., Bot. Mag. (Tokyo) 30: 187 (1916).
- Lithocarpus sieboldii (Makino) Nakai, Fl. Sylv. Kor. 3: 17 (1917).
- Pasaniopsis sieboldii (Makino) Kudô, Syst. Bot. Useful Pl. Jap.: 135 (1922).
- Shiia sieboldii (Makino) Makino, J. Jap. Bot. 5: 23 (1928).
- Castanopsis cuspidata var. sieboldii (Makino) Nakai, J. Jap. Bot. 15: (1939).[3]

## Imágenes

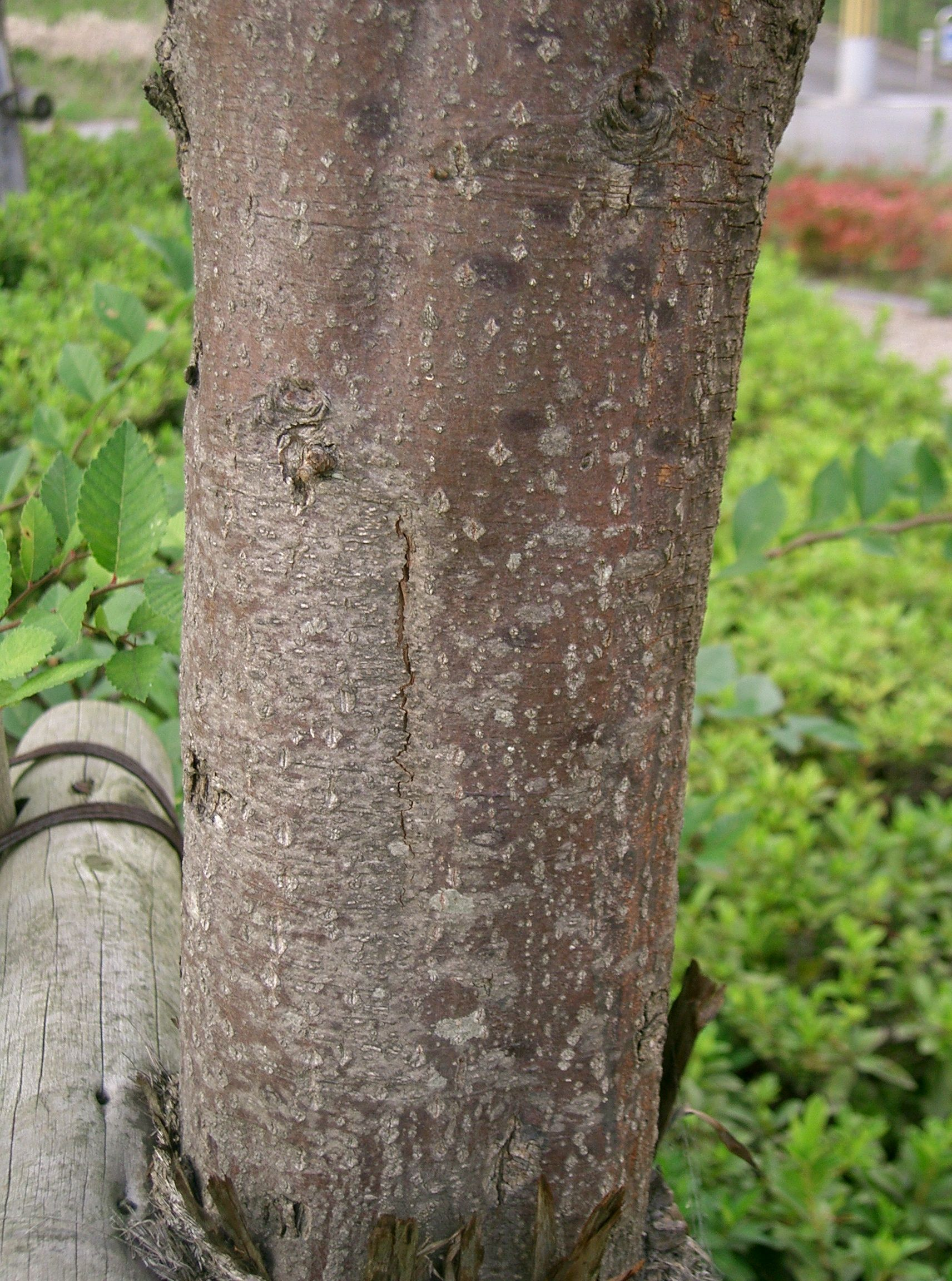
Corteza de un árbol joven
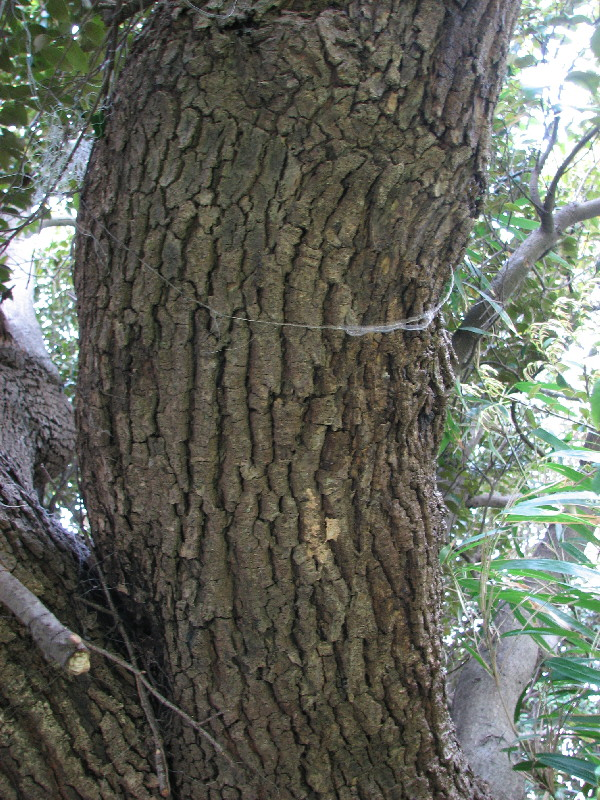
Corteza de un árbol maduro (con finos surcos)
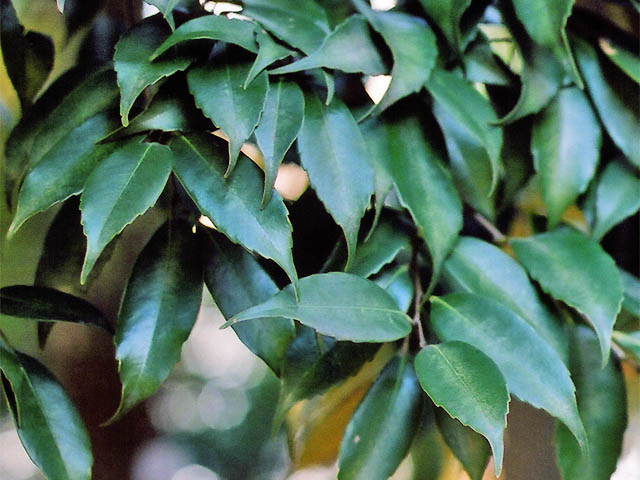
La forma de las hojas por el hás
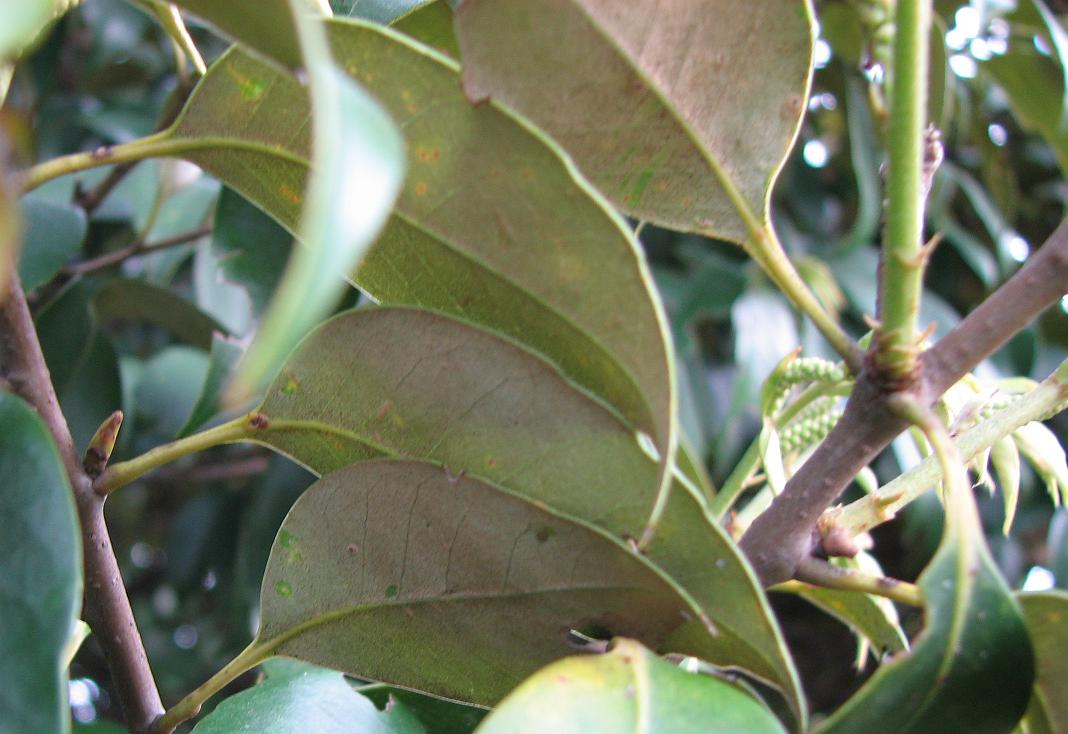
El envés de la hoja (con sombras de apariencia metálica)
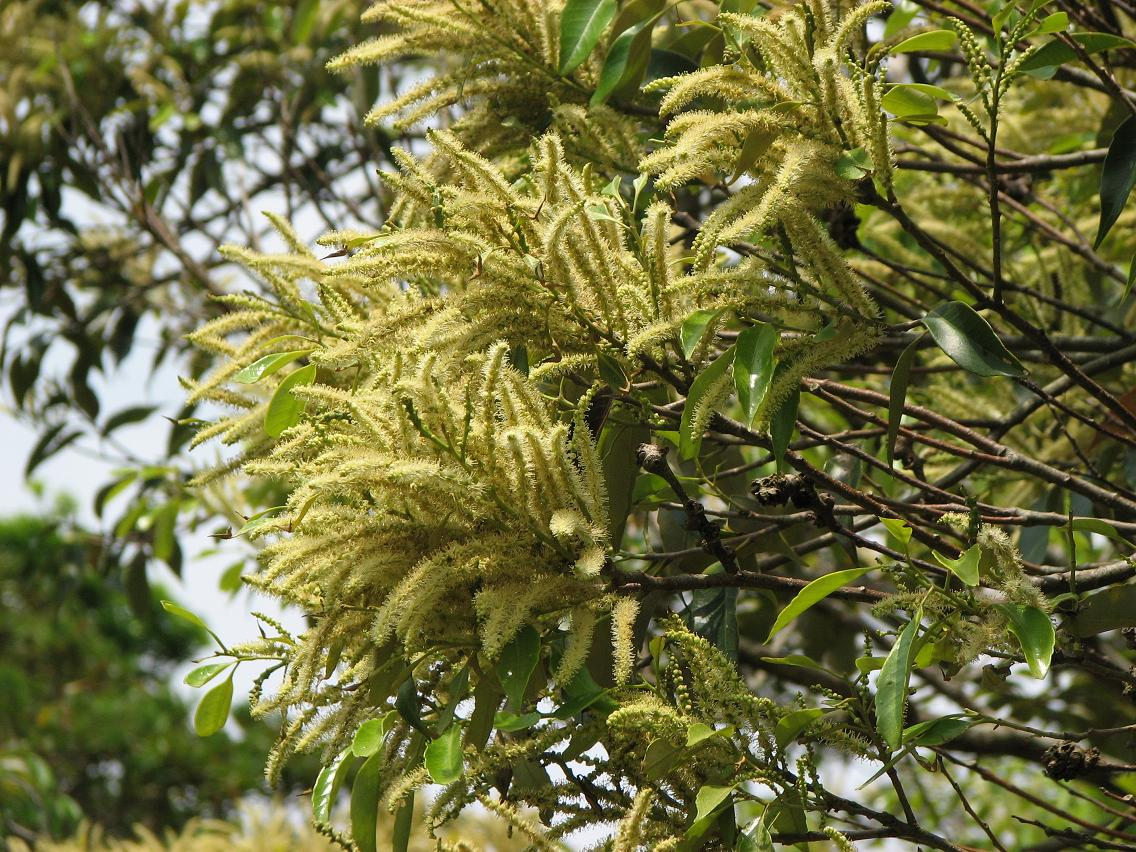
Amentos
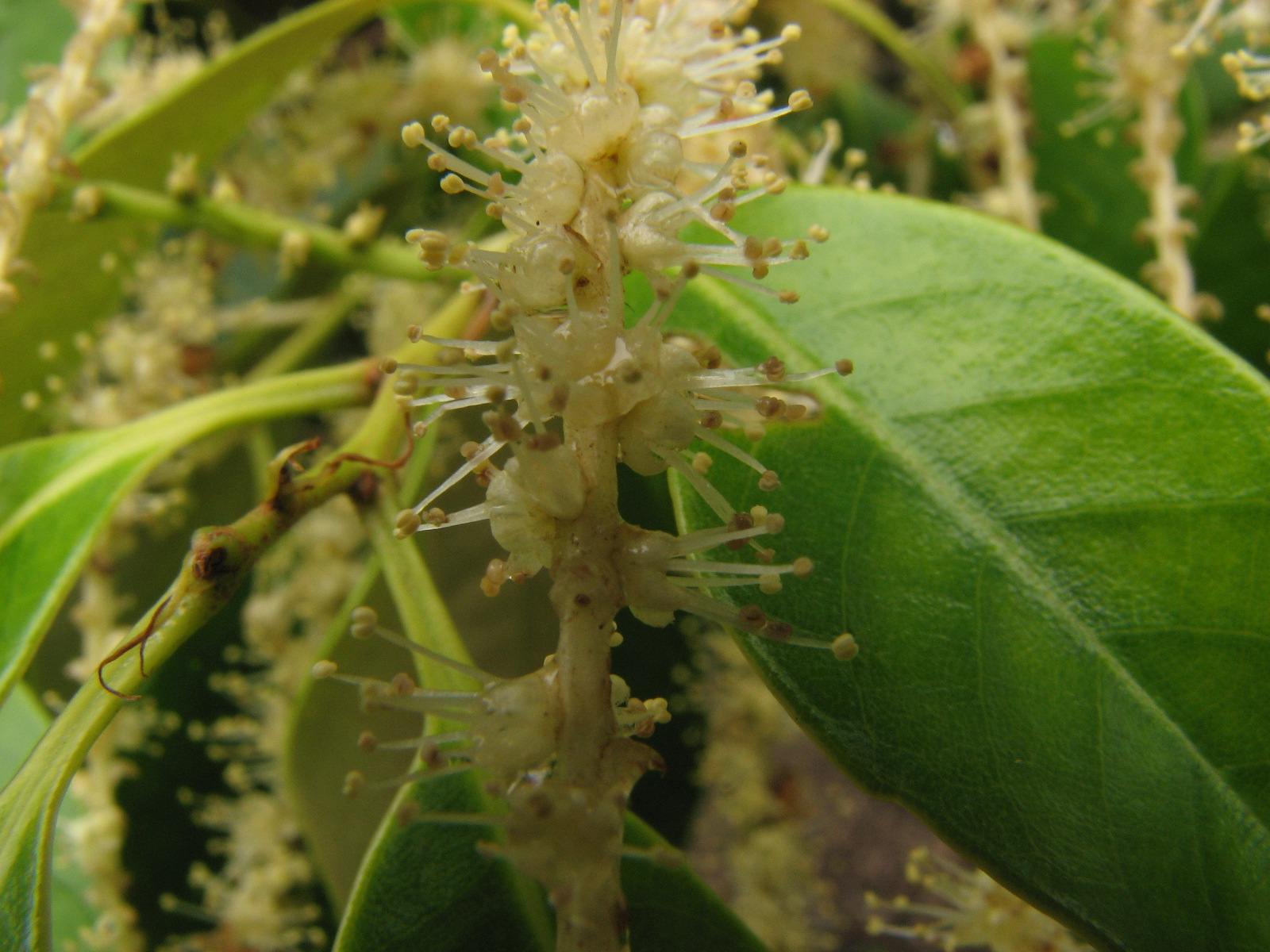
Flores masculinas
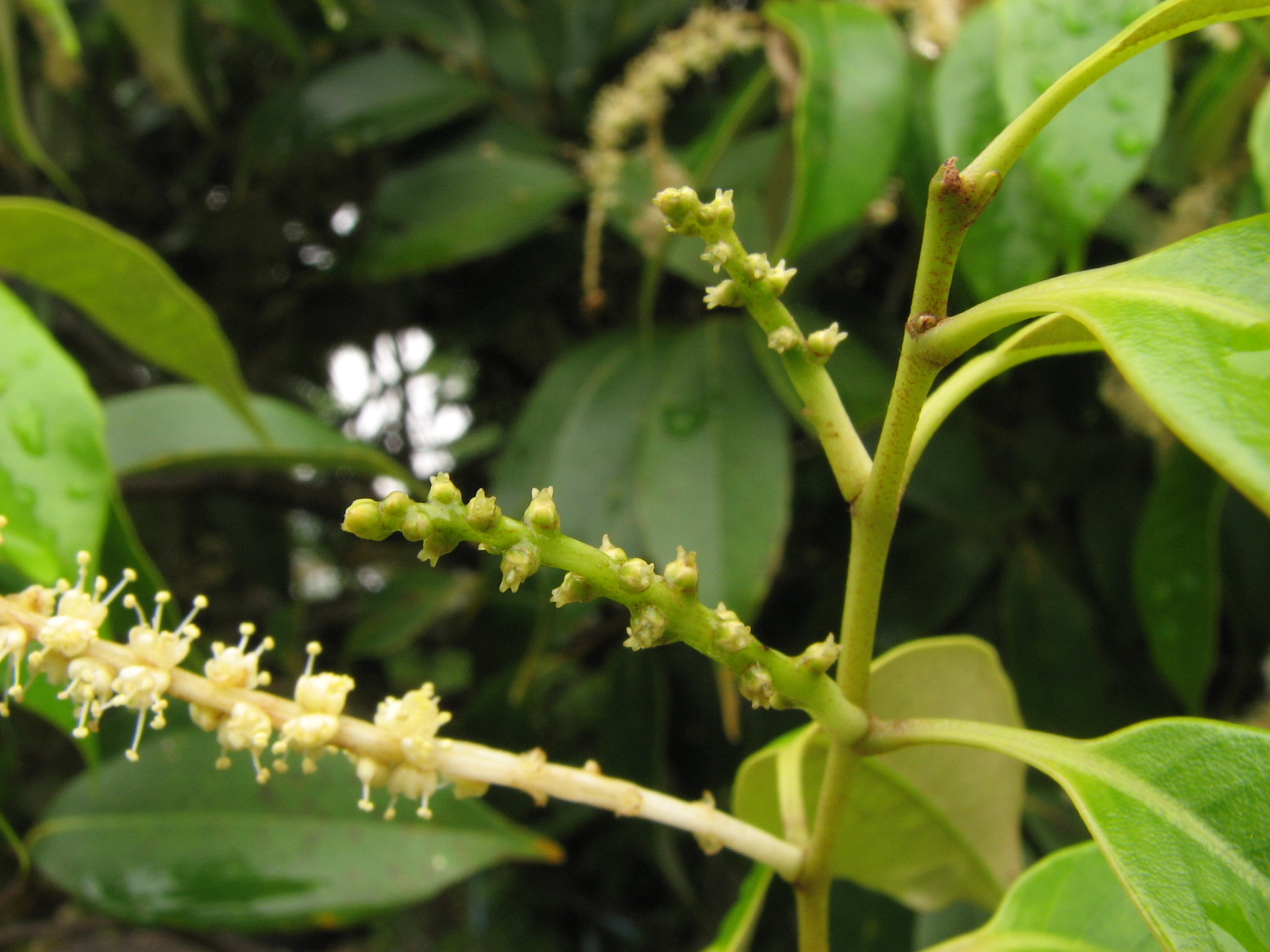
Flores femeninas
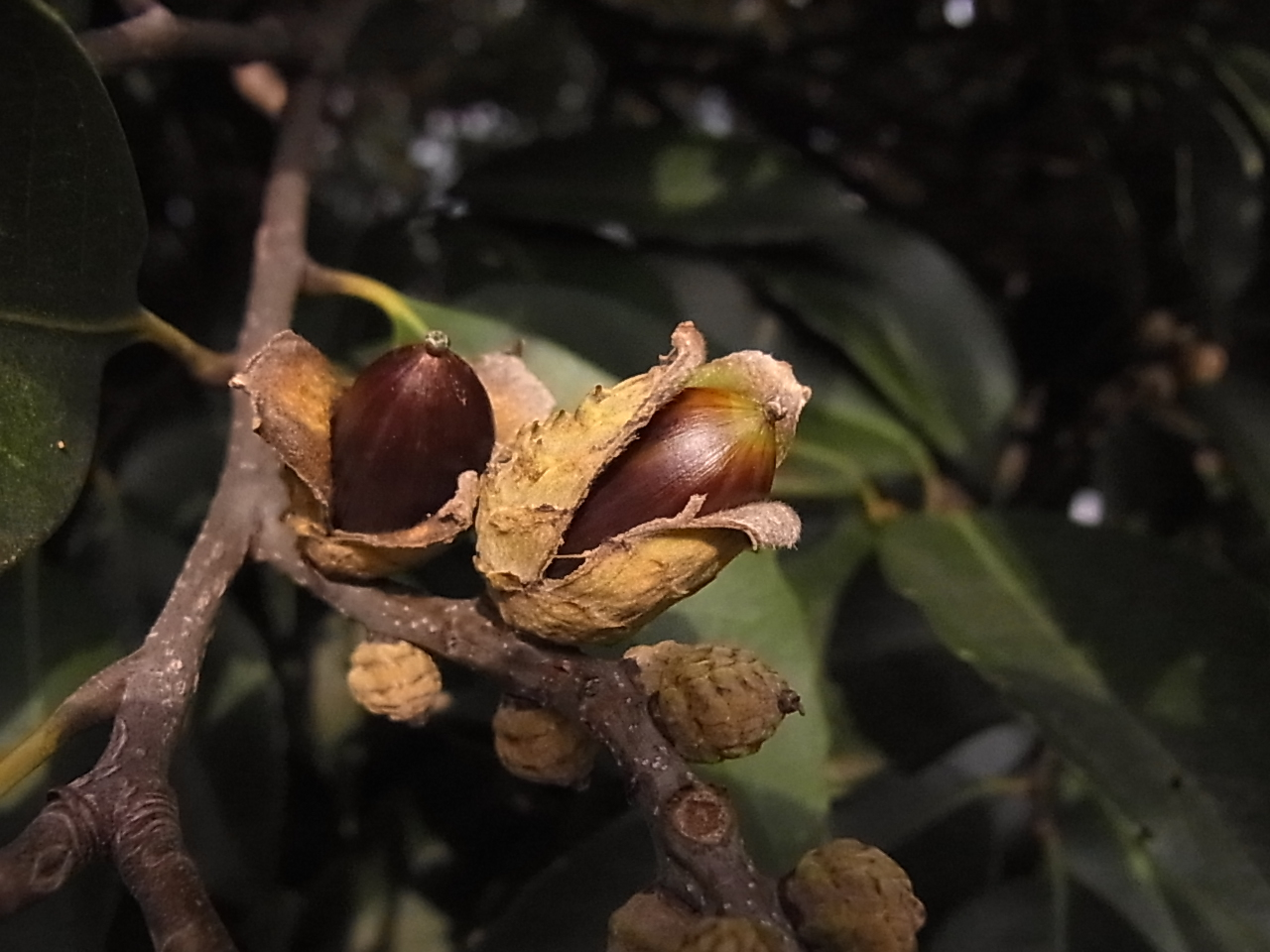
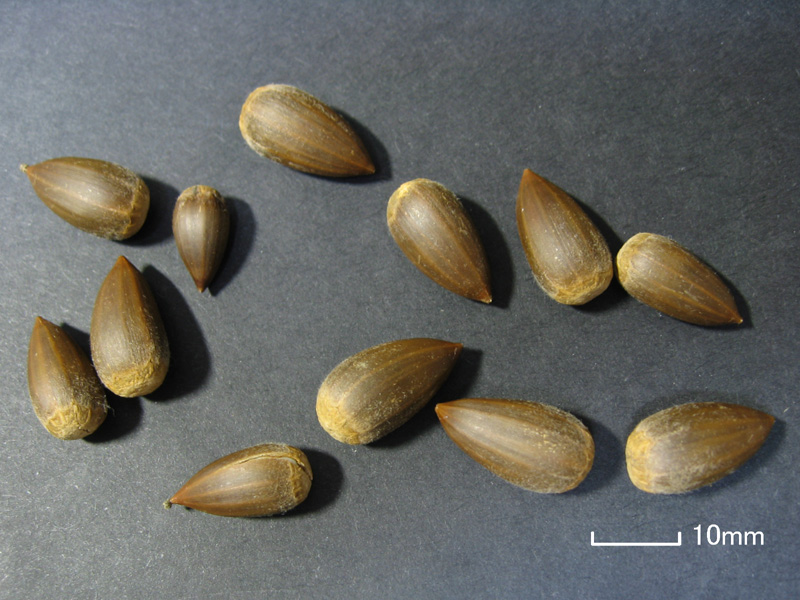
Nueces parecidas a bellotas de Quercus